# Harold James
Harold James, född 31 januari 1868, död 19 oktober 1948, var en brittisk bågskytt. Han deltog vid olympiska sommarspelen 1908.